# Aeroporto di Los Roques
L'aeroporto di Los Roques (in spagnolo Aeropuerto Los Roques) è un piccolo aeroporto appartenente a Los Roques, un arcipelago di 50 isole del Venezuela, a 130 km a nord di Caracas. L'unica pista dell'aeroporto, in asfalto, è lunga mille metri e larga 26, ripavimentata nel 2007. La società dell'aeroporto di Los Roques è controllata dall'aeroporto Internazionale Simón Bolívar di Caracas.

## Incidenti
- Il 4 gennaio 2008 un Let L-410UVP-E3 della compagnia aerea Transaven, si è inabissato pochi chilometri prima di raggiungere l'aeroporto di Los Roques. A bordo vi erano 12 passeggeri, tra i quali 8 erano italiani, e 2 membri dell'equipaggio. Le cause dell'incidente sono rimaste sconosciute.
- Il 4 gennaio 2013 un aereo, partito dall'aeroporto di Los Roques, sparisce dai radar venezuelani. Il relitto dell'aereo e i corpi di cinque dei sei occupanti viene recuperato nell'ottobre dello stesso anno, dopo essersi inabissato fra Los Roques e Caracas, a nord di Cayo Carenero. Oltre ai due piloti, a bordo vi erano due membri dell'equipaggio e quattro passeggeri italiani, tra i quali Vittorio Missoni, figlio del noto stilista Ottavio.[1]